# 알레산드로 데 메디치
알레산드로 데 메디치(영어: Alessandro de' Medici, 1510년 6월 22일 ~ 1537년 1월 6일)는 펜네 공작이자 1532년부터 1537년까지 초대 세습 피렌체 공작이었고 1531년부터 피렌체의 통치자였다. 피렌체를 통치했던 메디치 가문의 직계일족중 마지막 남성 후손이다. 그의 사망후 권좌는 메디치의 방계가문으로 넘어갔다. 1536년에 황제 카를 5세의 사생아 오스트리아의 마르게리타와 결혼하였다. 사생아였기에 메디치 가문의 후계자는 이복 여동생인 카트린 드 메디시스(1519-1589)였다. 여동생 카트린 드 메디시스는 훗날 프랑스 앙리 2세의 왕비가 된다.
알레산드로의 통치는 무능했고 폭정을 일삼았으며 특히 메디치 교황 클레멘스 7세가 사망한 1534년 이후에는 더욱 가혹한 독재자였다는 평가가 있다. 끝내 암살당하였고 이후 피렌체 공작위는 메디치의 방계가문 출신인 코시모 1세 데 메디치로 이어졌다.

## 생애

### 출생

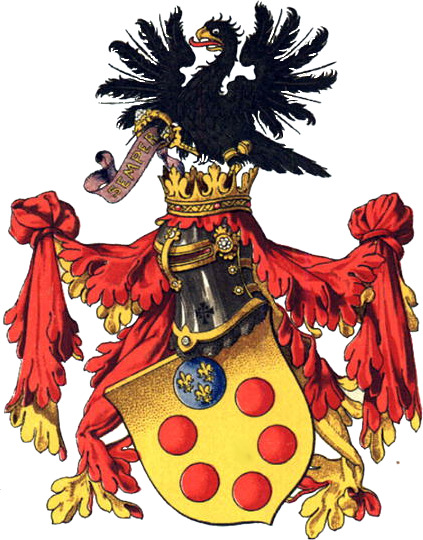
메디치 가문의 문장

로렌초 2세 데 메디치의 사생아로 피렌체에서 태어났으며 로렌초 2세가 남긴 유일한 아들이다. 알레산드로가 9살 되던해인 1519년에 아버지 로렌초 2세가 사망하였는데 당시 그의 아버지는 피렌체의 비공식적인 국가원수(곤팔로에네)였다. 또한 아버지 로렌초 2세는 마키아벨리가 <군주론>을 헌정하였던 당사자로 알려져 있다.
알레산드로가 교황 클레멘스 7세의 사생아라는 주장도 있었으나 이는 소수의 의견일뿐 당대 사람들로부터는 로렌초 2세의 아들로 인정받았다. 알레산드로의 별명은  "일 모로" 인데 뜻은 무어인이다. 이는 검은 피부색과 이목구비가 무어인과 비슷하였기 때문이다. 일부 역사학자들(크리스토퍼 히버트등)은 메디치 가문에서 일하고 있던 아프리카계의 하인한테서 태어났다고 주장하고 있다. 1560년대에 활동한 프랑스 작가 장 네스토르는 알레산드로가 무어인 노예한테 태어났을 것이라는 거짓 소문을 처음으로 퍼트린 사람들은 알레산드로가 나폴리로 추방시킨 피렌체인들이라고 한 바가 있다.

### 가문의 이력
메디치 은행을 창업한 조반니 디 비치(1360–1429)가 축적된 부를 학문과 예술분야에 후원하면서 메디치라는 가문의 이름은 널리 알려지기 시작했다. 그의 아들 코시모 시대의 메디치는 피렌체의 지배가문으로 군림하였다. 조반니의 증손자인 로렌초 데 메디치(1449~1492)에 이르러서는 가문의 황금기를 이루었다. 당대 사람들로부터 '위대한 자'라고 불렸던 로렌초는 위대한 정치인, 훌륭한 외교관, 통큰 르네상스의 후원자였다. 그러나 그는 무능하고 무심한 사업가였다. 그의 말년에 가업이 심히 기울었고 대부분의 메디치 은행은 도산하였다.
가문의 위기는 그가 죽은 뒤 2년후인 1494년 프랑스 군대가 피렌체를 침공해왔을 때 찾아왔다. 로렌초의 장남 피에로는 다소 무능한 대처 끝에 항복했는데, 굴욕적인 조치에 시민들이 폭동을 일으켰고 메디치 일족은 피렌체에서 추방당했다. 18년간 이어지던 해외 망명생활은 1512년에 교황과 스페인군의 도움으로 끝이나고 메디치 가문이 피렌체의 통치권을 회복하였다. 가문의 수장이었던 조반니 추기경은 1513년 교황(레오 10세)으로 선출되었고 알레산드로의 부친 로렌초 2세가 피렌체의 실권자(비공식적인 국가원수)가 되었다.

### 성장기
알레산드로는 어린 시절을 로마에서 보냈고, 교황 레오 10세와 추기경 줄리오 데 메디치의 감독하에 발레리아노를 통해 인문주의 교육을 받았다. 그시절 이탈리아는 캉브레 동맹전쟁(1508~16)으로 다소 어수선한 시기였다. 로마에 머무는 동안 집안 어른들인 줄리아노 (1516년), 아버지 로렌초 2세 (1519년), 교황 레오 10세 (1521년)가 사망하였다. 이후 가문의 수장이된 줄리오 추기경(훗날 교황 클레멘스 7세)과 함께 피렌체 근처의 포지오아 카이아노로 거주지를 옮겼다. 알레산드로는 그의 이복동생 카트린 (훗날 프랑스 왕비) 그리고 이폴리토와 함께 지냈다.
1522년, 줄리오 추기경은 알레산드로를 위해 신성로마제국 황제 카를 5세로부터 펜네 공작 칭호를 구입했다. 1523년 줄리오 추기경이 교황 클레멘스 7세가 되었을 때, 교황의 특사인 실비오 파세리니 추기경을 섭정으로 하여 피렌체의 통치를 알레산드로와 이폴리토에게 맡겼다.

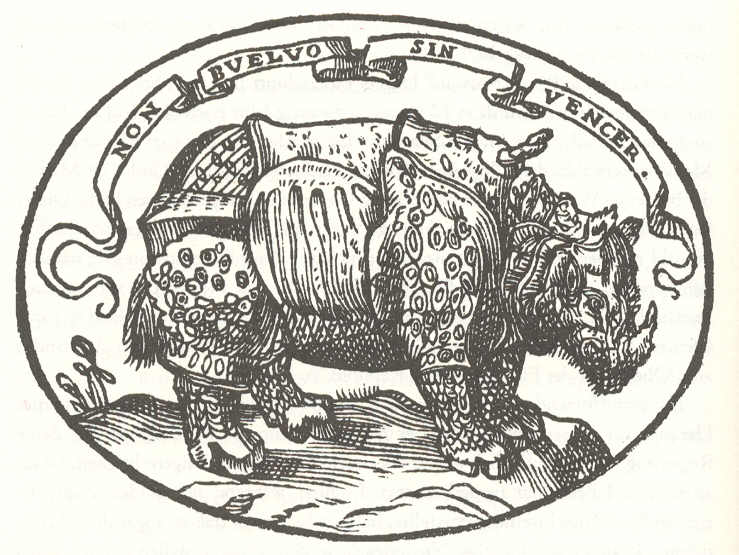
뒤러의 코뿔소를 배경으로 "Non buelvo sin vencer" (옛 에스파냐어로 "나는 승리가 없이는 돌아가지 않겠다")라는 모토가 있는 알레산드로 데 메디치의 문장.

### 퇴출당하는 메디치 가문
1526년 이탈리아 정국은 교황 클레멘스 7세가 주도한 전쟁이 벌어져 매우 혼란스러웠다. 이 코냑동맹전쟁은 프랑스, 교황령, 밀라노,피렌체 등의 동맹군이 카를 5세의 세력을 이탈리아에서 몰아내려고 시작한 전쟁이었다. 전세는 코냑동맹군에게 불리하게 전개되었고 카를 5세가 이탈리아에 파견한 제국군은 1527년 5월 6일에 로마를 점령한 후 약탈하였다. 메디치 출신 교황 클레멘스 7세는 항복을 선언한 후 테베레 강가에 있는 산탄젤로 성으로 피신하여 7개월 동안 자진 유폐 생활을 하였다.
당시 피렌체는 메디치 가문이 통치하고 있었는데 피렌체인들은 혼란스러운 기회를 놓치지 않고 공화파가 중심이 되어 1527년 5월 19일 메디치 가문을 피렌체에서 축출하였다. 메디치 가문의 구심점이었던 교황이 제국군에 항복하며 메디치 가문의 힘이 약해지자 벌어진 일이었다. 알레산드로, 이폴리토, 나머지 메디치 가문 일원들, 교황 대사 실비오 파세리니(1469~1529) 등이 망명하였고 8살에 불과한 카트린 드 메디시스는 미처 도피하지 못하고 수녀원을 전전하며 숨어지냈다.

### 피렌체 공성전 (1529~30)

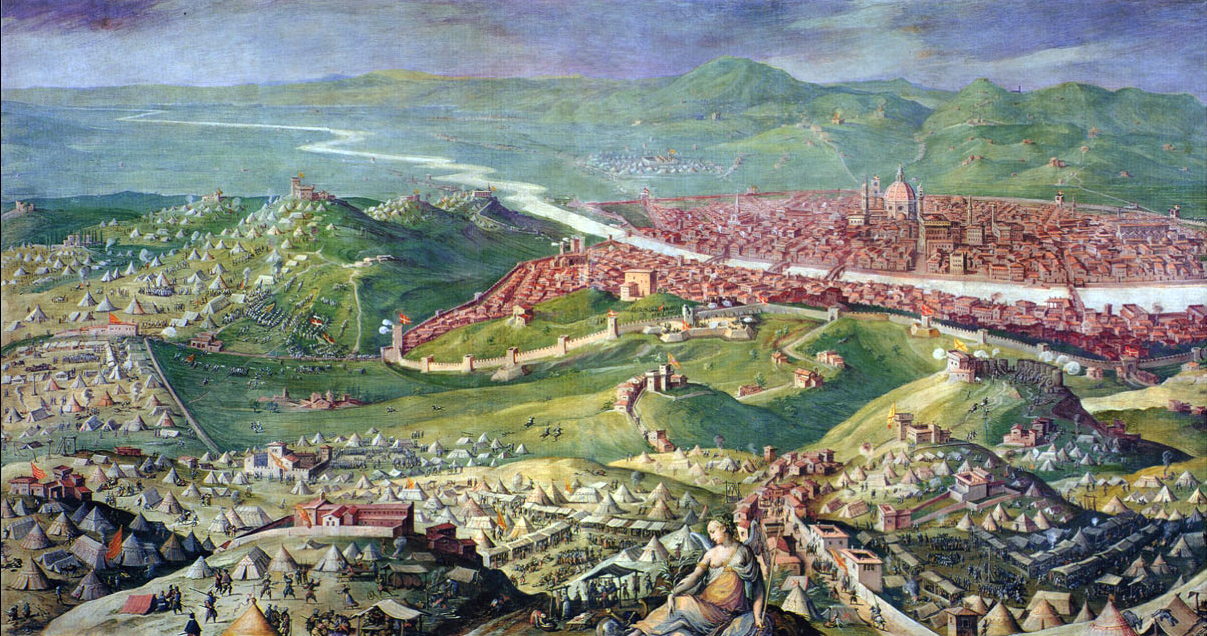
조르조 바사리가 묘사한 피렌체 공성전

코냑동맹전쟁이 막바지에 도달한 1529년 6월 29일, 교황은 바르셀로나에서 황제와 만나 비밀계약을 체결하였다. 주된 내용은 종전조약 체결 시 피렌체를 제외시킬 것과 제국군이 피렌체를 탈환하여 메디치 가문의 통치권을 회복시켜 달라는 것이었다. 종전조약으로 동맹국들이 전쟁에서 이탈하자 피렌체는 고립되었다.
제국군의 공격이 임박하자 피렌체는 전쟁 준비를 했다. 군지휘권은 페루자의 장군 말라테스타 발리오니에게  위임했고 민병대를 모았다. 도시 방어를 위해 성벽외곽에 있는 건물들을 파괴하였고 메디치 가문의 영묘(신 성구실) 조성 작업을 하다가 차출된 미켈란젤로(1475~1564)가 요새 작업과 축성, 성벽 보강 작업의 책임자가 되어 일했다.
1529년 10월 24일 오랑주 공(필리베르 드 샬롱)과 피에르 마리아 3세 데 로시가 이끄는 제국군은 피렌체를 포위한 후 공격을 시작하였다. 11개월간 이어지던 전쟁은 제국군에 의해 볼테라가 점령당하고 가비아나 전투에서 피렌체의 유능한 장수 프란체스코 페루초가 전사하자 1530년 8월 10일 피렌체 공화국 정부는 항복했다

### 피렌체 공작
피렌체 공성전을 끝으로 1526년에 시작된 코냑동맹전쟁은 4년 만에 완전히 종료되었다. 이로써 황제 카를 5세의 도움을 받아 메디치 가문은 통치권을 회복했으며 전후 수습은 황제의 지원을 받고있는 교황이 주도하였다. 피렌체 공화정 지도자들과 체결된 항복조건은 도시가 교황의 손에 넘어가자 완전히 무시되었으며, 천여 명에 달하는 피렌체 지도급 인사들이 처형, 추방, 투옥되었다. 제국군이 피렌체에 상주하는 가운데 교황의 측근인 바초 발로리를 수상으로 임명하였고 권력은 수상에게 집중되도록 하였으며 시뇨리아는 형식적으로 존속시켰다.
1531년 7월 5일, 교황 클레멘스 7세는 자신의 재종손자(再從孫子) 알레산드로를 새로운 수상으로 임명하였다. 또한 '포르테차 다바소'라 불리게 되는 요새를 도시의 북쪽 성벽 중앙에 건축하도록 명하였다. 요새가 완성되자 1532년 5월 1일, 교황의 요청을 받은 황제 카를 5세는 알레산드로를 피렌체 초대 세습공작으로 임명하였다. 이로써 피렌체의 공화정은 종말을 맞이하였다. 요새에는 피렌체 공작의 통치를 뒷받침할 제국군이 상주하였다.

### 통치와 결혼

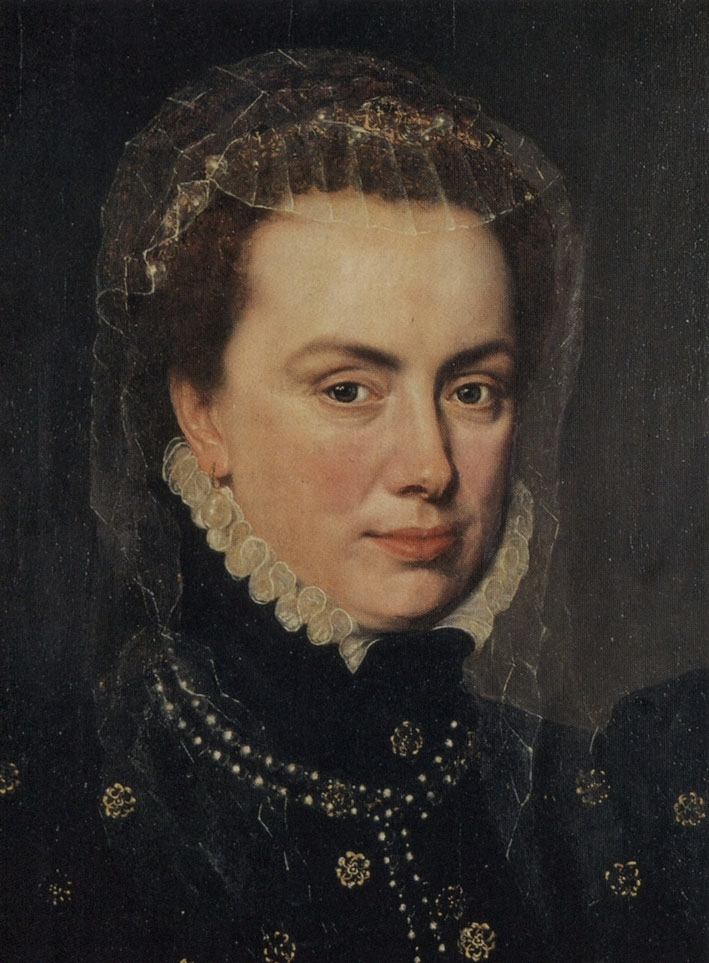
오스트리아의 마르게리타

알레산드로의 많은 정적들은 그의 통치가 가혹하고 타락했으며 무능하다고 비난하였다. 그의 폭정과 독재를 피해 수많은 피렌체인들이 자발적으로 망명길에 올랐다. 1535년 6월에 반메디치 세력들은 그의 가혹한 독재에 대한 불만을 카를 5세에게 호소하기 위해 이폴리토를 파견하였다. 당시 황제 카를 5세는 북아프리카 해적들을 소탕하기 위해 튀니스를 정벌하고 있었다.
이폴리토는 황제를 만나기 위해 가에타(Gaeta)에서 튀니스로 가는 배를 타려고 머무르던중 독살 당했다. 알레산드로의 사주가 있었다는 증거가 농후했다. 황제 카를 5세는 다른 경로를 통해 알레산드로의 학정에 대한 소식을 접했으나 공화주의자들을 멀리하고 알레산드로를 변함없이 지원했다.
튀니스 정복에 성공한 황제는 1535년 12월에 나폴리로 귀항하여 이듬해 3월까지 그곳에서 머물렀다. 그해 1월에 프랑수아 1세가 다시 전쟁을 일으켰으므로 그를 격퇴시키려고 북이탈리아로 이동하던중 로마를 거쳐 피렌체에 들렀다. 황제는 피렌체에 머물던중 1536년 6월 19일 자신의 사생아 오스트리아의 마르게리타(1522~1586)를 알레산드로와 결혼시켰다.

## 죽음

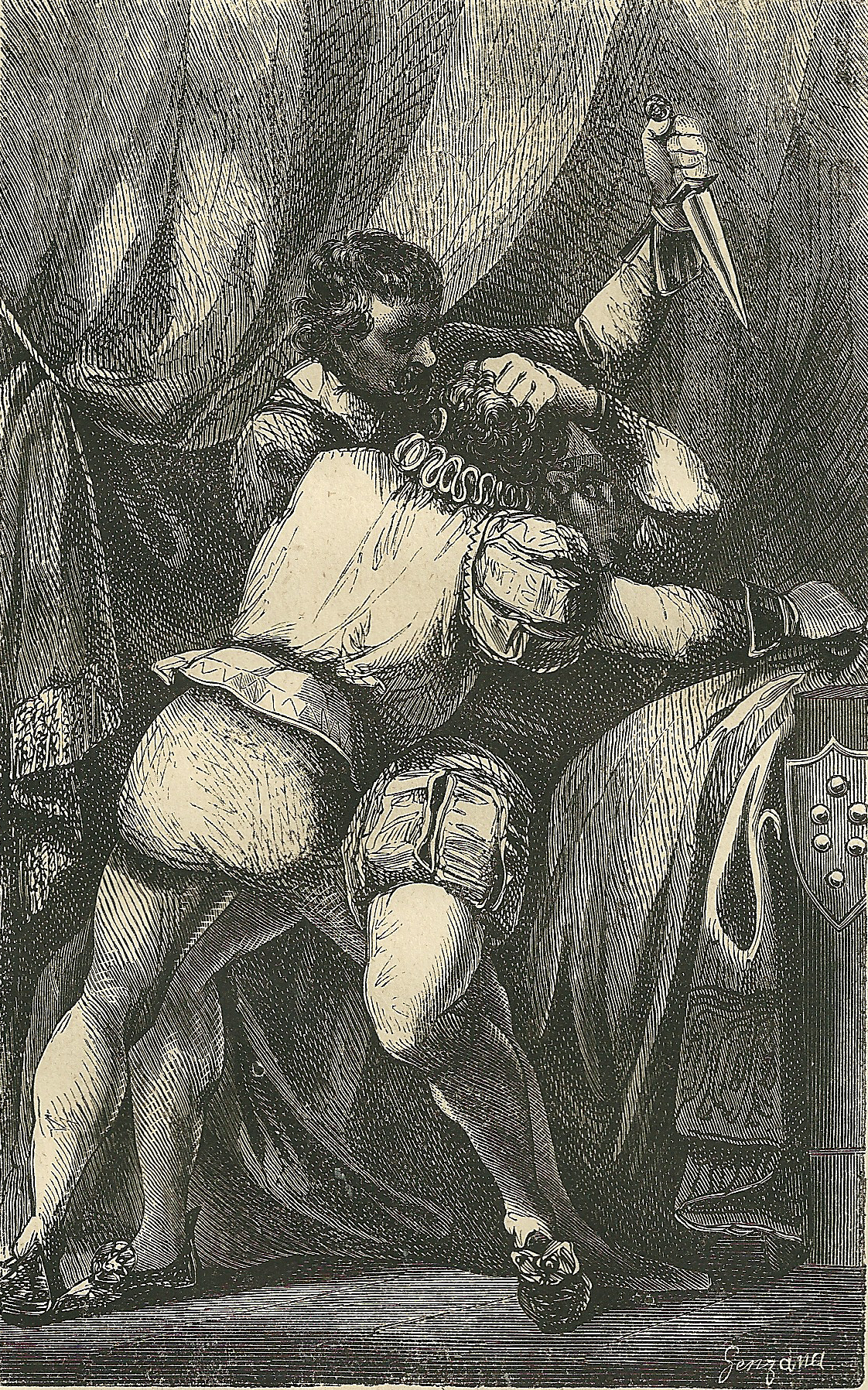
암살당하는 알레산드로 공작

1537년 1월 5일 밤에 로렌자치오(나쁜 로렌초)라는 별명을 가진 알레산드로의 먼 사촌 로렌치노 데 메디치에게 암살당했다. 로렌치노의 여동생 라우도미아(Laudomia)는 아름다운 외모를 소유한 과부였는데, 로렌치노는 여동생과의 자리를 주선하겠다고 꾀어 알레산드로를 자신의 집으로 늦은 밤 은밀히 오도록 한 후에 침실에 홀로 있던 알레산드로를 자객과 함께 살해하였다.
로렌치노는 암살 후 즉시 국경을 넘어 베네치아로 도주하였다. 암살 다음날 뒤늦게 시체가 발견되었는데, 메디치 가문의 지지자들은 암살 소식이 퍼질 경우 폭동이 일어날 것을 두려워하였다. 그래서 알레산드로의 시신을 산로렌초 교회의 신성구실에 있는 그의 부친 로렌초 2세의 석묘 안에 은밀하고 다급하게 매장하였다. 암살 이틀후 밤에 진행된 매장작업에는 소수의 하인들이 동원되었을 뿐 가족, 친척, 친구들이 참여하지는 못했다.
메디치 가문의 지지자들은 메디치 방계가문 출신의 코시모 1세 데 메디치에게 권좌가 넘어가는 것을 지지하였다. 반-메디치 세력이나 공화파들은 반란의 좋은 기회를 놓쳐버렸기 때문에 코시모 1세의 권력인수를 지켜볼 수밖에 없었다. 암살 주범인 로렌치노는 어느 누구하고도 사전에 암살계획에 대해 논의하지 않았고, 암살 소식 역시 너무 늦게 알려졌기 때문이다.
당시 18살이었던 코시모 1세(1519~74)는 피렌체에 잘 알려져 있던 인물은 아니었다. 그는 절제된 언행, 차분하고 겸손한 태도로 자신의 야망을 감추었고 이를 통해 권좌에 올랐다. 그러나 권력을 잡은후 돌변하였는데 뛰어난 정치력을 발휘하여 피렌체 유력 가문들의 지지를 이끌어 냈다. 불필요한 정부 조직을 해체하였고 외국에 머물던 공화파 망명자들이 군대를 이끌고 침공해오자 이를 격퇴시키며 정적들을 차례로 제압해나갔다. 황제 카를 5세의 지지를 이끌어낸후 피렌체에 상주하던 스페인 군대를 철수 시켰고 독립적인 상비군을 양성하였으며 피렌체를 밀라노처럼 종속국이 아닌 독립국이자 부강한 대공국으로 성장시켰다.
베네치아로 도주한 로렌치노는 피렌체 출신 망명자들에게 신병을 의탁하였다. 로렌치노는 10 여년간 베네치아에서 망명생활을 하면서, 자신은 사심이 없었으며 조국 피렌체를 위해 악정을 일삼던 폭군이자 독재자 알레산드로를 살해했다고 주장했다. 또한 <아폴로지아>라는 책을 출판하여 자신의 행위는 위대하다고 칭송하기도 했다. 사심이 없었다는 그의 주장은 설득력을 얻지 못했다. 알레산드로가 후계없이 사망할 경우에 합법적인 권력 계승자가 로렌치노였기 때문이다. 로렌치노는 1547년 2대 피렌체 공작 코시모 1세 데 메디치가 보낸 살인 청부업자들에게 살해당했다.
알레산드로의 부인 오스트리아의 마르게리타는 남편이 사망 소식을 접한 즉시 황제의 군대가 상주해 있는 '포르테차' 요새로 몸을 숨겼다. 이후 프라토와 피사를 거쳐 황제의 명령에 따라 스페인으로 이주했다. 1545년, 교황 바울 3세의 손자인 파르마 공작 오타비노 파르네세와 재혼을 하였고, 1559년부터는 펠리페 2세의 네덜란드 섭정이 되어 그곳을 통치하였다. 8년간 섭정으로 있다가 은퇴하여 파르마로 가서 그곳에서 1586년에 사망했다.
알레산드로는 정부(情婦) 타데아 사이에서 두 명의 사생아가 있다. 알레산드로 사망 당시에 4살이었던 줄리오는 루크레치아 가에타니(Lucrezia Gaetani)와 혼인하였으며, 줄리아는 알비토 백작이자 포폴리 공작인 프란체스코 칸텔모와 혼인했고 나중에는 오타이아노(Ottaiano) 대공 베르나데토 데 메디치와 혼인했다.